# Виндзоры

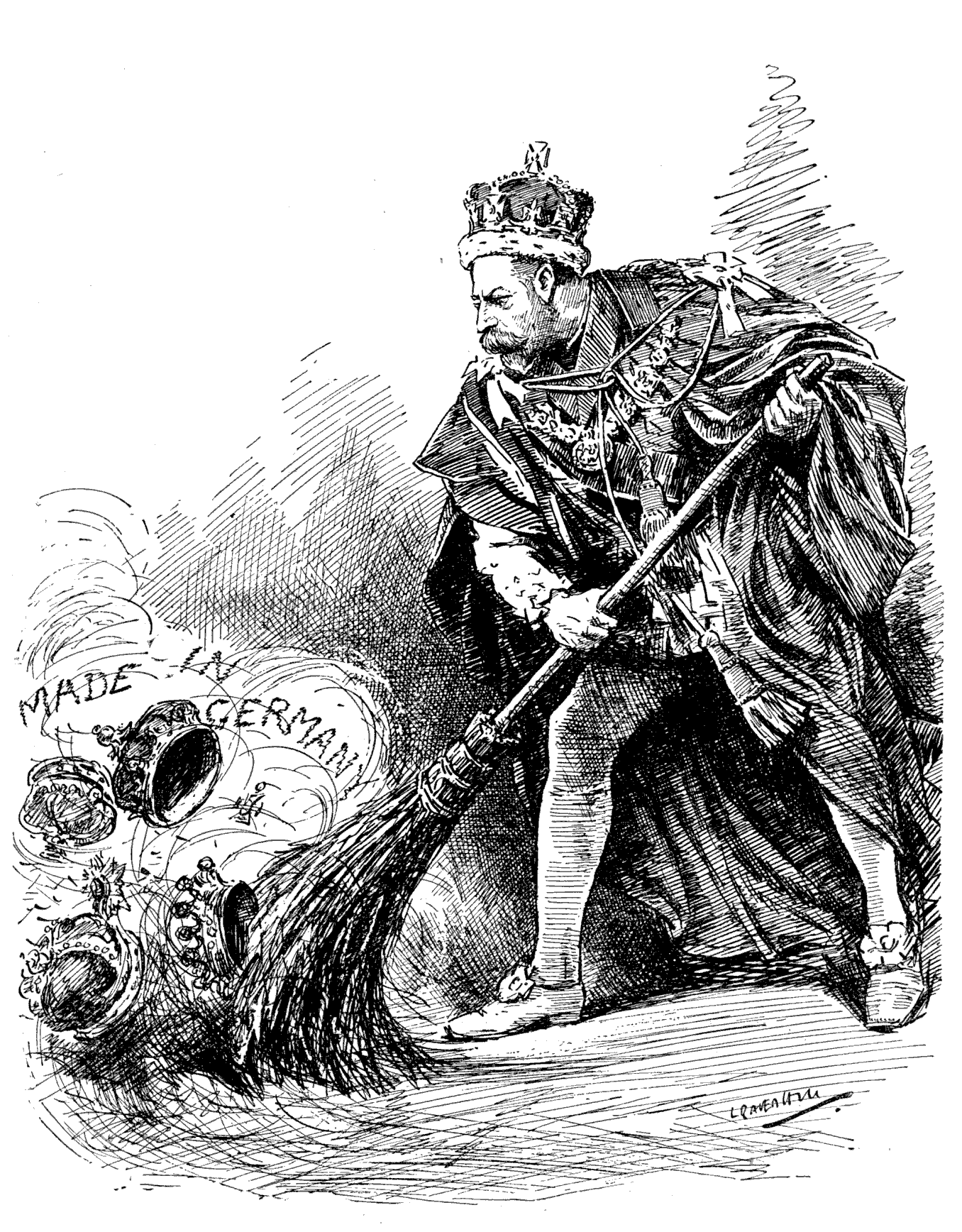
«Туда им и дорога (Король совершил популярный поступок, избавившись от германских титулов среди членов семьи Его Величества)». Карикатура на короля Георга V, отменившего из-за германофобии все немецкие титулы своих родственников, журнал «Панч» 1917 года

Ви́ндзоры (англ. House of Windsor) — царствующая королевская династия в Великобритании и других королевствах Содружества.
Дом Виндзоров был учреждён 17 июля 1917 года королём Георгом V с целью избавления правящей династии от прежнего немецкого названия Саксен-Кобург-Готской в условиях Первой мировой войны. Название «Виндзор» отсылает к Виндзорскому замку — одной из главных резиденций британского монарха.
С точки зрения традиционной генеалогии, признающей наследование династии исключительно по мужской линии, с 1917 до 2022 года Виндзорская династия была ветвью Саксен-Кобург-Готской, но с 2022 года это имя династии сохранила ветвь, происходящая из Ольденбургского дома.

## Монархи Виндзорской династии
- 1910—1936: Георг V
- 1936: Эдуард VIII
- 1936—1952: Георг VI
- 1952—2022: Елизавета II
- с 2022: Карл III

## Титулы и обращения
Члены британской королевской семьи титулуются Их Величествами (правящий монарх, супруга правящего короля, вдовствующая королева) и Их Королевскими Высочествами (супруг правящей королевы, младшие члены семьи). Члены семьи мужского пола накануне свадьбы получают, как правило, один из Королевских герцогских титулов, исторически принадлежащих Короне:
- герцог Эдинбургский (до 8 сентября 2022 года держателем титула был Чарльз, принц Уэльский, ставший после смерти Елизаветы II королём под именем «Карл III». Титул был воссоздан 10 марта 2023 года для младшего брата короля Карла III, принца Эдварда);
- герцог Глостерский (даруется младшим членам семьи, в настоящее время держателем является принц Ричард, внук Георга V);
- герцог Кентский (обычно даруется младшим сыновьям монарха, держатель — принц Эдвард, внук Георга V);
- герцог Йоркский (как правило, его получают вторые сыновья монархов, держатель — принц Эндрю, второй сын Елизаветы II);
- герцог Кембриджский (даруется также младшим членам семьи, держатель — принц Уильям, принц Уэльский, старший сын Карла III);
- герцог Сассекский (получают младшие дети монарха, предполагался для младшего сына Елизаветы II принца Эдварда, который, однако, предпочёл специально созданный титул графа Уэссекского, в результате сейчас титул носит принц Гарри, младший сын Карла III).

Наследник престола традиционно получает титул принца Уэльского и одновременно с ним — титулы герцога Корнуолльского, герцога Ротсейского (как наследник шотландского престола) и графа Честера.
Правящий монарх является одновременно держателем титула герцога Ланкастерского (титулуясь при этом «герцогом» независимо от пола) и герцога Нормандского в отношении Нормандских островов.
Особняком стоит титул герцога Виндзорского — он был создан королём Георгом VI для своего старшего брата Эдуарда, до отречения от престола известного как король Эдуард VIII, и не создавался ранее. Эдуард не оставил детей, поэтому с его смертью в 1972 году титул вернулся Короне.

## Члены дома Виндзоров
Согласно прокламации 1917 года, членами дома Виндзоров были объявлены потомки королевы Виктории и принца Альберта по мужской линии, являющиеся британскими подданными, за исключением женщин, вышедших замуж за членов других фамилий. В настоящее время все члены дома Виндзоров являются потомками сыновей короля Георга V.
9 апреля 1952 года королева Елизавета II издала прокламацию, согласно которой её потомки, хотя и не являются потомками королевы Виктории и принца Альберта по мужской линии, продолжают принадлежать к дому Виндзоров.

## Генеалогия
Виндзорская династия является британской ветвью Саксен-Кобург-Готской династии (и тем самым ветвью дома Веттинов), к которой принадлежал муж королевы Виктории принц Альберт (сама Виктория происходила из Ганноверской династии).
С точки зрения традиционной генеалогии, в которой родство считается по мужской линии, Виндзорская династия должна была оборваться на Елизавете II. Карл III и его потомки должны были бы принадлежать к Глюксбургской ветви Ольденбургского дома, из которой происходил муж Елизаветы II принц Филипп (к этому дому также принадлежал российский император Пётр III и все его потомки по мужской линии). Однако ввиду вышеупомянутой прокламации 1952 года, подобно тому, как русские цари из Гольштейн-Готторпской династии именовали себя Романовыми, Карл III и его потомки продолжают именоваться Виндзорами.

## Генеалогическое древо британской королевской семьи
- Красной рамкой выделены ныне живущие
- Чёрной рамкой выделены умершие
- Толстой рамкой выделены дети британских монархов

1. ↑  Принцесса Мария имела двух детей.
2. ↑  Принцесса Маргарет имела 2 детей.
3. ↑  Ричард, герцог Глостерский, имеет 3 детей и 6 внуков.
4. ↑  Эдвард, герцог Кентский, имеет 3 детей и 10 внуков.
5. ↑  Принцесса Александра имеет 2 детей и 4 внуков.
6. ↑  Принц Майкл Кентский имеет 2 детей и 2 внуков.
7. ↑  Принцесса Беатриса имеет двух дочерей.
8. ↑  Принцесса Евгения имеет двух сыновей.